# 刘绶松
刘绶松（1912年—1969年），原名刘寿嵩，笔名宋漱流，男，湖北洪湖人，中国文学史家。